# شگفتی‌ها (فیلم)
شگفتی‌ها (ایتالیایی: Le meraviglie) فیلمی در ژانر درام به کارگردانی آلیچه رورواکر است که در سال ۲۰۱۴ منتشر شد. از بازیگران آن می‌توان به آلبا رورواکر و مونیکا بلوچی اشاره کرد. این فیلم در شصت و هفتمین جشنواره فیلم کن برنده جایزه بزرگ شده‌است.